# Salomonski steber
Salomonski steber, imenovan tudi ječmenovo-sladkorni steber, je spiralni steber, za katerega je značilen steber spiralno zavit kot vijak. Ni povezan z določenim klasičnim redom, čeprav ima večina primerov korintske ali kompozitne kapitele. Lahko pa je okronan s katerim koli dizajnom, na primer z rimsko-dorskim solomonskim ali jonskim solomonskim stebrom.

## Etimologija in izvor
Za razliko od klasičnega primera Trajanovega stebra starega Rima, ki ima obrnjen steber, okrašen z enim neprekinjenim vijačnim pasom nizkih reliefov, in prikazuje Trajanovo vojaško moč v bitki, je znano, da je zvit steber vzhodni motiv, ki je bil sprejet v bizantinsko arhitekturo in dekoracijo. Zviti stebri so bili značilnost neke vzhodne arhitekture pozne antike.
V 4. stoletju je Konstantin I. Veliki prinesel nekaj stebrov v Rim in jih dal stari baziliki svetega Petra za ponovno uporabo v velikem oltarju in prezbiteriju; slika Konstantinova donacija iz Rafaelove delavnice, prikazuje te stebre na njihovi prvotni lokaciji. Po izročilu so ti stebri prihajali iz Salomonovega templja, čeprav je bil Salomonov tempelj prvi tempelj, zgrajen v 10. stoletju pred našim štetjem in uničen leta 586 pred našim štetjem, ne pa drugi tempelj, uničen leta 70 n. št. Ti stebri, za katere zdaj velja, da so bili narejeni v 2. stoletju pred našim štetjem , so postali znani kot Salomonski. V resnici stebri verjetno niso prihajali iz nobenega templja. Zabeleženo je, da jih je Konstantin prinesel de Grecias, tj. iz Grčije, arheološko pa so dokumentirani kot izrezani iz grškega marmorja. Verjetno je najstarejši primer takega stebra Kačji steber iz Delfov v Grčiji (478 pr. n. št.), ki ga je Konstantin Veliki leta 324 preselil v Konstantinopel. Znanih je majhno število rimskih primerov podobnih stebrov. Vse, kar je mogoče trdno reči, je, da so zgodnji in, ker nimajo krščanske ikonografije v klesanju, njihov zgodnji datum (pred gradnjo izdelanih cerkva) kaže da naj bi bili ponovno uporabljeni iz neke cerkvene zgradbe. Stebri imajo različne odseke, ki se iz grebenastih v gladke izmenjujejo z izklesanimi listi grozdja.
Nekateri od teh stebrov so ostali na oltarju, dokler v 16. stoletju niso porušili stare zgradbe sv. Petra. Osem teh stebrov, odstranjenih z oltarja, ostaja del strukture sv. Petra. Dva stebra sta bila postavljena pod pendantive na vsakem od štirih slopov pod kupolo. Še en steber je zdaj mogoče od blizu opazovati v zakladniškem muzeju sv. Petra. Drugi stebri iz tega nabora dvanajstih so se sčasoma izgubili.
Če bi bili ti stebri res iz enega od jeruzalemskih templjev, bi lahko spiralni vzorec predstavljal hrast, ki je bil prva skrinja zaveze, omenjena v Jozue Joz 24,26. Ti stebri imajo odseke zvijanja, ki se izmenjujejo s širokimi pasovi listnatih reliefov.
Iz bizantinskih primerov je Salomonski steber prešel v zahodnoromansko arhitekturo. V romanski arhitekturi so bili nekateri stebri predstavljeni tudi s spiralnimi elementi, ki so bili med seboj zviti kot vrv. Takšna raznolikost, ki arkadi doda življenje, je združena s kozmatskimi spiralnimi vložki v samostanu sv. Janeza Lateranskega. Te arkade so bile vidne v Rimu in so morda vplivale na baročni salomonski steber.

## V baročni arhitekturi
Salomonski steber je oživel kot značilnost baročne arhitekture. Zvita gred S-krivulje daje energijo in dinamiko tradicionalni obliki stebra, ki ustreza tem lastnostim, ki so značilne za barok.
Enostavno najbolj znani salomonski stebri so ogromni bronasti kompozitni stebri Berninija v njegovem Baldahinu v baziliki svetega Petra. Gradnja baldahina, pravzaprav ciborija, ki je bil dokončan leta 1633, je zahtevala, da se prvotni Konstantinovi stebri preselijo.
V naslednjem stoletju so se salomonski stebri pogosto uporabljali pri oltarjih, pohištvu in drugih delih oblikovanja. Izklesane trte so bile včasih vklesane v spiralno cavetto zvijajočih se stebrov ali pa so bile narejene iz kovine, na primer iz pozlačenega brona. V cerkvenem kontekstu lahko tak okras beremo kot simbol vina, uporabljenega v evharistiji.
V 16. stoletju je Rafael te stebre upodobil v svojem kartonu za tapiserijo Zdravljenje hromih pri Lepih vratih, Anthony Blunt pa jih je opazil v Bagnocavallovem Circumcision v Louvru in v nekaterih rimskih oltarjih, na primer v Santo Spiritu in Sassia, toda njihov obsežna uporaba v dejanski arhitekturi je bila redka: Giulio Romano je uporabil različico kot polstebre, ki so dekorativno nameščeni ob steni v Cortile della Cavallerizza v Vojvodski palači v Mantovi (1538–39).
Peter Paul Rubens je uporabil salomonske stebre pri oblikovanju tapiserij, približno leta 1626, kjer je za stebre ponudil različico jonskega kapitela, kot je to storil Rafael, rustikalni in salomonski stebri pa se v arhitekturi njegovih slik pojavljajo s takšno konsistenco in tako raznolikostjo, za katero se je Anthony Blunt menil, da bi bilo nesmiselno navesti celoten seznam.
Stebri so postali priljubljeni v katoliški Evropi, vključno z južno Nemčijo. Salomonski steber se je razširil v Španijo približno ob istem času, ko je Bernini ustvarjal nove stebre in iz Španije v španske kolonije v Ameriki, kjer se je salomónica pogosto uporabljala v cerkvah kot nepogrešljiv element churrigueresque sloga. Zasnova se je pogosto uporabljala v Veliki Britaniji; primer južne verande cerkve sv. Marije Device v Oxfordu, ki je bil edini zunanji primer, ki ga je našel Robert Durman, in je bil v angleškem notranjem oblikovanju še vedno redek; primer, ki ga je zapisal Durman, je nagrobni spomenik Heleni, Lady Gorges (umrla 1635) v Salisburyju, morda edina uporaba.
Po letu 1660 so takšni zasukani stebri postali znana lastnost nog francoskega, nizozemskega in angleškega pohištva ter glaziranih vrat, ki so ščitila številčnice nosilcev in zapestnih ur iz konca 17. in začetka 18. stoletja. Angleški zbiralci in trgovci včasih imenujejo te zasukane člene "zrna ječmenovega sladkorja" po vrsti sladkega, ki se tradicionalno prodaja v tej obliki.

## Galerija
- Salomonski stebri z pozlačenimi trtami na stranskem oltarju v nekdanji jezuitski cerkvi v Poznanju (Poljska)
- Salomonski stebri in druge domiselne različice v križnem hodniku svetega Janeza Lateranskega v Rimu, začetek 13. stoletja
- Pompej v Jeruzalemskem templju Jean Fouquet, 1470–1475
- Donacija Konstantina v Rafaelovi delavnici prikazuje Salomonske stebre svetega Petra na njihovi prvotni lokaciji pred oltarjem v stari baziliki
- Papeški prestol iz samostana svetega Janeza Lateranskega
- Renesančna zasnova svečnika v obliki jonskega salomonskega stebra, okoli 1530-1546
- Grafika Françoisa Boucherja, v kateri se pojavi par salomonskih stebrov z jonskimi kapiteli